# Suraż (Rosja)
Suraż – miasto w Rosji, w obwodzie briańskim, w rejonie suraskim. W 2010 roku liczyło 11 640 mieszkańców.